# Poststation
Een poststation, ook wel kortweg post of station genoemd, was vanaf het ontstaan van het postwezen in 1490 binnen de paardenposterij een pleisterplaats aan een postweg waar de wisseling van paarden (relais) en postrijders (postiljons) plaatsvond en waar de gesloten en verzegelde postzakken en andere poststukken in ontvangst werden aangenomen en zo nodig werden doorgezonden in een soort van estafettedienst. Een andere taak van de poststations was om voor daartoe gemachtigde koeriers en postreizigers paarden en een escorte te regelen naar het volgende relais, hetgeen door de reizigers "posteren" werd genoemd.
Een poststation werd gerund door een postmeester. Hij verhuurde paarden en of koeriers en verbleef zelf in het gebouw dat zelf ook de naam poststation droeg.
In de buurt van poststations bevonden zich vaak eetgelegenheden en onderhoudsdiensten zoals een smid en een wagenmaker.
Het poststation kan worden gezien als een voorloper van het postkantoor.